# Cajazeiras (Fortaleza)
Cajazeiras é um bairro da zona sul do município de Fortaleza que tem como limite oriental a BR-116 e ocidental o Rio Cocó. Até 2020 pertencia à Secretaria Executiva Regional VI, mas após o decreto municipal N° 14.899 de 31 de dezembro de 2020, que criou novas subprefeituras e as subdividiu em territórios, o bairro passou a fazer parte do Território 31 da Regional 9.
É um bairro de muitos condomínios e casas que cresceu junto à BR-116 e ao Rio Cocó. Dessa forma, Cajazeiras tem dois grandes atrativos, a facilidade de acesso e a beleza natural, principalmente próximo à lagoa da Maria Vieira. Porém há uma desigualdade muito forte no bairro: a região do entorno da lagoa é mais elitizada, ao passo que nas proximidades da rodovia, a infraestrutura e saneamento são precários São referências no bairro: a sede da Polícia Rodoviária Federal; a capelinha do Rosário de Fátima; a pracinha; a avenida Deputado Paulino Rocha; a vista do estádio Castelão; a igreja de São Diogo; e a igreja de Confissão Luterana, única da denominação no estado.
A escolha de Fortaleza como sub-sede da Copa de 2014 deu novo fôlego às construções da área. Por se localizar próximo ao estádio Castelão, os moradores contaram com uma valorização imobiliária gerada por melhorias nas vias do bairro. Uma delas foi a revitalização da Av. Paulino Rocha.
Conforme o censo 2010, a população de Cajazeiras é distribuída entre homens e mulheres. A População masculina, representa 6.821 hab, e a população feminina, 7.657 hab. A sua população total é de 14.478.
Cajazeiras foi palco da maior chacina do estado do Ceará, ocorrido em 27 de janeiro de 2018. O crime aconteceu em uma casa de shows da rua Madre Teresa de Calcutá e foi motivado por disputa de facções, resultando em 14 mortos e 9 feridos. Nos dias 29 e 30 do mesmo mês, moradores do bairro fizeram manifestações cobrando justiça e chegaram a bloquear a BR-116, próximo ao km 7.